# Crocmaz, Ștefan Vodă
Crocmaz este un sat din raionul Ștefan Vodă, Republica Moldova.

## Istorie
Prima mențiune a satului datează din 1595 și se referă la o dispută teritorială în privința a 7 sate de pe Nistru.
În 1930, satul făcea parte din plasa Cazaci, județul Cetatea-Albă și era numit Corcmaz.

## Localizare
Satul se întinde pe malul Nistrului, fiind al treilea sat de la gura de vărsare spre izvor pe partea dreaptă. Satul se află la o distanță de 135 km de orașul Chișinău, 30 km de orașul Ștefan Vodă și 69 km de orașul Odessa.

## Populația
Are o populație de 3.800 locuitori în mare majoritate de naționalitate moldoveni, dar și ucraineni, mai puțin ruși și găgăuzi.
În Crocmaz funcționează Liceul Teoretic „Ecaterina Malcoci”, o grădiniță de copii, un punct medical și o discotecă aflată în incinta casei de cultură, unde mai recent a început prezentarea de filme.

### Structura etnică
Structura etnică a localității conform recensământului populației din 2004:
| Grup etnic                                               | Populație | % Procentaj  |
| -------------------------------------------------------- | --------- | ------------ |
| Băștinași declarați Moldoveni Băștinași declarați Români | 2919 29   | 97,24% 0,97% |
| Ucraineni                                                | 32        | 1,07%        |
| Ruși                                                     | 12        | 0,40%        |
| Țigani                                                   | 5         | 0,17%        |
| Bulgari                                                  | 2         | 0,07%        |
| Găgăuzi                                                  | 2         | 0,07%        |
| Alții                                                    | 1         | 0,03%        |
| Total                                                    | 2600      |              |

## Administrație și politică
Componența Consiliului local Crocmaz (13 consilieri), ales la 5 noiembrie 2023, este următoarea:
|  | Partid                                            | Consilieri | Componență | Componență | Componență | Componență | Componență | Componență | Componență | Componență | Componență |
|  | ------------------------------------------------- | ---------- | ---------- | ---------- | ---------- | ---------- | ---------- | ---------- | ---------- | ---------- | ---------- |
|  | Partidul Acțiune și Solidaritate                  | 9          |            |            |            |            |            |            |            |            |            |
|  | Partidul Socialiștilor din Republica Moldova      | 2          |            |            |            |            |            |            |            |            |            |
|  | Partidul Social Democrat European                 | 1          |            |            |            |            |            |            |            |            |            |
|  | Alianța Liberalilor și Democraților pentru Europa | 1          |            |            |            |            |            |            |            |            |            |

## Societate
Ziua satului este și Hramul bisericii din sat: 22 mai. Toți locuitorii sunt creștini (ortodocși, baptiști, adventiști și martori ai lui Iehova).
Personalități marcante din sat sunt actrița Ecaterina Malcoci și Aurel Stejaru.

## Economie
Agricultura satului este reprezentată de un antreprenor care deține câteva sute de hectare - Ion Olifir. Alți proprietari mai mici care din surse proprii au achiziționat tractoare noi model „Belarus”. S-a reluat sădirea viilor în ritmuri importante de când au început subvențiile în domeniu și colectarea strugurilor de către fabricile de vinuri din vecinătate: Tudora, Purcari, Carahasani și Răscăieți.
Mai recent în Crocmaz funcționează o piață, câteva baruri și magazine. Există și funcționează 2 mori de grâu, una de cereale furajere, 2 minifabrici de ulei.
Moșia satului cuprinde cam 4.000 ha, 8–10 km de Nistru, Nistrul Chior. „Pădurea Împărătească” cu suprafața de peste 400 ha, cu mai mulți stejari seculari dar numai unul, cu vârsta de peste 220 de ani, luat sub protecția statului, asigură o bună parte din necesarul de lemne al satelor din regiune.

## Regiuni istorice
- Togai - Pădurea și stufărișul de pe malul drept al Nistrului din partea de nord a satului sunt foarte bogate în floră și faună acvatică și de baltă. Mlaștina „Togai” este o rezervație naturală mixtă protejată de stat.[6]
- Suhat - Pădurea de pe malul drept al Nistrului din partea de est a satului, care începe cu stadionul, unde se țin sărbători locale.
- Pădurea Împărăteasca - se află în partea de nord-vest a satului și este cea mai mare pădure din zonă, având peste 400 hectare. A găzduit în perioada sovietică 3 tabere de odihnă.
- Pădurea Piridirea - o râpă foarte accidentată cu peisaje pitorești, izvoare, situată în mijlocul podgoriilor de vii.
- Pădurea Răxugea - situată în sudul moșiei satului, relativ nouă, dar care are două lacuri de acumulare concesionate pescarilor locali.
- Rîpele Curudurea și Iurt - limitează intravilanul satului din sud-est și nord-vest. Curudurea este plantată cu măslini, iar Iurt cu salcâmi. Râpa Iurt începe la „Coada Iurtului”, unde este o cruce la mormântul soldaților români, și se termină în potică. În Iurt este cișmeaua „Șiume”, locul „Tapalig” și un pârău.
- Potica - zonă locuibilă din partea de nord
- Șaba - zonă locuibilă din partea de est

Cea mai nouă zonă este cea din deal, sudul și vestul satului.